# Hymedesmia caribica
Hymedesmia caribica är en svampdjursart som beskrevs av Marcus Lehnert och van Soest 1996. Hymedesmia caribica ingår i släktet Hymedesmia och familjen Hymedesmiidae.
Artens utbredningsområde är Jamaica. Inga underarter finns listade i Catalogue of Life.